# Премія Брема Стокера
Премія Брема Стокера (англ. Bram Stoker Award) — нагорода, яку присуджує Асоціація письменників жанру жахів за видатні досягнення у жанрі. Носить ім'я ірландського письменника, автора роману «Дракула» Брема Стокера. Нагородження проводяться щорічно, починаючи з 1987 року. Лауреати премії обираються шляхом голосування серед дійсних членів асоціації.

## Історія заснування та опис
Кілька членів асоціації (враховуючи першого президента асоціації Діна Кунца) зі скепсисом поставилися до даної нагороди, та вважали, що її присудження може стимулювати нездорову конкуренцію замість того, щоб бути вираженням дружнього захоплення. У результаті асоціація прийшла до наступного рішення — премію присуджують не за найкращий твір року, а за «першокласні досягнення» (англ. for superior achievement).
Роботи можуть бути рекомендовані будь-яким із членів асоціації. Потім проводиться попереднє голосування, а після звуження кола творів — остаточне.

## Лауреати
Лауреатами цієї премії у різні часи ставали:
- Стівен Кінг
- Дін Кунц
- Ніл Ґейман
- Річард Лаймон
- Бентлі Літтл
- Роберт Маккамон
- Енн Райс
- Джордж Мартін
- Річард Метісон
- Клайв Баркер
- Майкл Муркок
- Джек Вільямсон
- Кліффорд Саймак
- Саймон Кларк
- Лінда Еддісон
- Роберт Блох
- Рей Бредбері
- Джоан Роулінг
- Клайв Баркер
- Чарльз Бомонт
- Брюс Бостон
- Ремзі Кемпбел
- Даглас Клегг
- Дон Коскареллі
- Джефф Джелб
- Оул Гоїнбек
- Крістофер Голден
- Ненсі Голдер
- Дел Говісон
- Чарльз Джейкоб
- Стівен Кац
- Джек Кетчем
- Томас Ліготті
- Джо Ленсдейл
- Браєн Кін
- Девід Моррелл
- Лайза Мортон
- Джойс Керол Оутс
- Кім Паффенрот
- Алекс Прояс
- Ел Саррантоніо
- Еліс Сіболд
- Джо Гілл
- Джон Ширлі
- Пітер Страуб
- Стів Тем і Мелані Тем
- Джозеф Майкл Стражинськи
- Стюарт Вудс